# مزرعه مرادعلی پایمردی
مزرعه مرادعلی پایمردی یک منطقهٔ مسکونی در ایران است که در دهستان جره (کازرون) واقع شده‌است.